# Junrey Balawing
Junrey Balawing (* 12. Juni 1993 in Sindangan; † 28. Juli 2020 ebenda) war mit 59,93 Zentimetern der laut Guinness-Buch der Rekorde kleinste lebende Mann der Welt. Der Philippiner wohnte in Sindangan, rund 865 Kilometer südlich der Hauptstadt Manila.
Bei seiner Volljährigkeit im Juni 2011 brach er den Rekord des Nepalesen Khagendra Thapa Magar, der bis dahin als der kleinste lebende Mann der Welt galt. Anders als sein Vorgänger musste Balawing allerdings wegen seiner schwachen Knie beim Gehen gestützt werden, sodass Magar der kleinste selbstständig gehfähige Mann der Welt blieb. Bereits im Februar 2012 wurde ein 54,6 Zentimeter großer Nepalese als kleinster lebender Mann der Welt festgestellt: Der damals 72-jährige Chandra Bahadur Dangi (1939–2015) war gleichzeitig der kleinste Mensch, dessen Maße jemals dokumentiert wurden, und der älteste Mensch, der je als kleinster Mann der Welt im Guinness-Buch geführt wurde. Seit Dangis Tod im Jahr 2015 war Balawing wieder der Rekordhalter.